# Cybersonic Superchrist
Cybersonic Superchrist è l'album di debutto della band industrial/death metal svedese The Project Hate MCMXCIX, pubblicato il 16 maggio 2000 per la Massacre Records.

## Tracce
1. - The Divine Burning of Angels - 06:11
2. - The Swarming of Whores - 06:52
3. - Selfconstructive Once Again - 06:57
4. - Shape, Memory, Murder - 06:57
5. - Nine Spectrums of Impurity - 03:34
6. - Soul Infliction - 07:53
7. - Oceans of Seemingly Endless Bleeding - 05:59
8. - Christianity Delete - 07:54
9. - With Desperate Hands So Numb - 08:30

## Formazione
- Lord K Philipson - chitarra, basso, programmazione
- Jörgen Sandström - voce
- Mia Ståhl - voce femminile